# Роджак

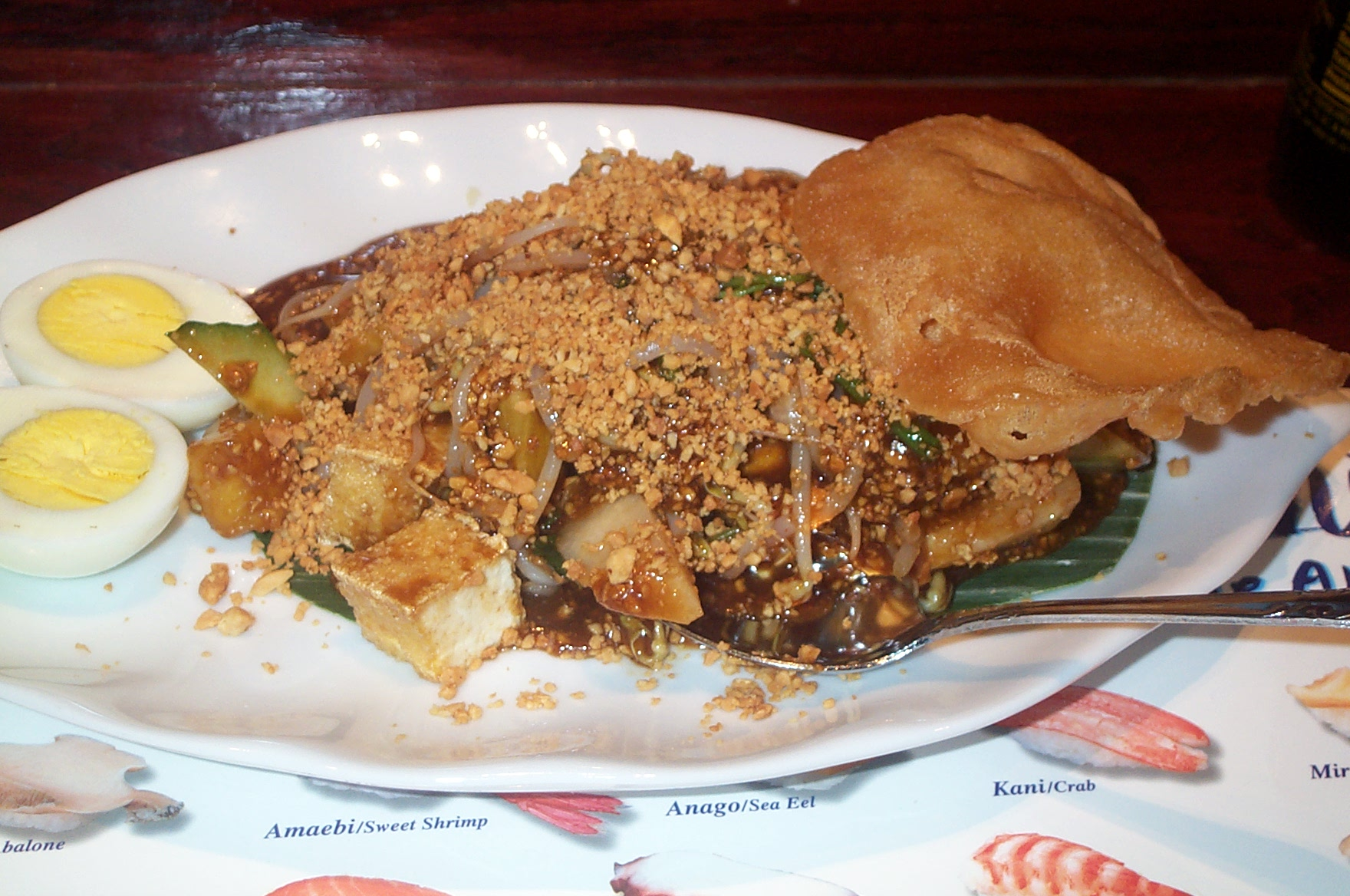
Малайський варіант роджаку.

Роджа́к (руджа́к, індонез. rujak) — традиційна страва малайської, сінгапурської та індонезійської кухні, що є фруктово-овочевою сумішшю на тісті.
Страва має велику кількість регіональних варіантів. Так, в Малайзії та Сінгапурі роджак, як правило, готується з сиру, квасолі, вареної картоплі, креветок, яєць, бобових паростків, м'яса каракатиці, огірків, приправляється гострим арахісовим соусом; в Індонезії ж більш популярний «фруктовий» роджак, основними інгредієнтами якого виступають тофу і різні тропічні фрукти, такі як помело, манго та ананаси. У деяких регіонах існують суто вегетаріанські рецепти роджаку.
У Малайзії, Індонезії та Сінгапурі роджак вважається національною стравою та масово продається вуличними торговцями.